# Wydawca
Ten artykuł należy dopracować:

przedstawiono sytuację tylko z polskiej perspektywy – artykuł powinien być przekrojowy.
Pomóż go poprawić. Na stronie dyskusji mogą znajdywać się pomocne komentarze.
Wydawca – osoba bądź instytucja (ta druga zwana również wydawnictwem), za której pieniądze przygotowywane, opracowywane, a następnie drukowane jest czasopismo, książka lub publikowana podobna rzecz, np. komercyjny portal internetowy.
Wydawca realizuje zwykle politykę wydawniczą, plasując się w określonym segmencie rynku, zarówno ze względu na skalę prowadzonych przedsięwzięć, jak i prezentowaną tematykę, a nawet może narzucać swój stosunek do przedstawianych treści.
Odpowiednikiem wydawcy w kinematografii jest producent filmowy.

## Definicje ustawowe
| Jednostka redakcyjna                                                                                             | Definicja |
| --- | --- |
| art. 8 Prawa prasowego (Dz.U. z 2018 r. poz. 1914)                                                               | Wydawcą może być osoba prawna, fizyczna lub inna jednostka organizacyjna, choćby nie posiadała osobowości prawnej. W szczególności wydawcą może być organ państwowy, przedsiębiorstwo państwowe, organizacja polityczna, związek zawodowy, organizacja spółdzielcza, samorządowa i inna organizacja społeczna oraz kościół i inny związek wyznaniowy.                    |
| art. 15 Ustawy o prawie autorskim i prawach pokrewnych (Dz.U. z 2021 r. poz. 1062, ze zm.)                       | Domniemywa się, że producentem lub wydawcą jest osoba, której nazwisko lub nazwę uwidoczniono w tym charakterze na przedmiotach, na których utwór utrwalono albo podano do publicznej wiadomości w jakikolwiek sposób w związku z rozpowszechnianiem utworu. |
| art. 2 Ustawy z dnia 7 listopada 1996 r. o obowiązkowych egzemplarzach bibliotecznych (Dz.U. z 2018 r. poz. 545) | Przez określenie „wydawca” należy rozumieć osobę prawną, jednostkę organizacyjną nie posiadającą osobowości prawnej oraz osobę fizyczną, która prowadzi na obszarze Rzeczypospolitej Polskiej działalność polegającą na publikowaniu dzieł; domniemywa się, że wydawcą jest osoba, której nazwę lub nazwisko uwidoczniono w tym charakterze na egzemplarzach publikacji. |

## Zadania wydawcy
Bezpośrednia działalność wydawcy może ograniczać się jedynie do spraw finansowo-prawnych, jak np.:
- nadzór finansowy
- wybór dzieł, określanie ich przydatności dla możliwości dalszego funkcjonowania wydawcy na rynku i kierowanie ich do realizacji, a w przypadku realizowania jakiejś misji podejmowanie decyzji co do wydawania dzieł niedochodowych
- obrót prawami wydawniczymi.

Szeregiem innych czynności wydawca może zajmować się osobiście lub zlecać je podwykonawcom. Są to np.:
- rozpoznanie rynku
- określanie lub nawet kreowanie potrzeb odbiorców
- stwarzanie warunków ułatwiających autorowi tworzenie dzieła
- nadzór redakcyjny (merytoryczny) oraz techniczny nad procesem powstawania publikacji, ilustracji oraz tekstów.
- reklama i promocja własnych produktów (oraz ich autorów).

## Lista największych polskich wydawnictw
Kolejność według przychodów za rok 2011, źródło: „Rzeczpospolita” z 10 maja 2012.
| Lp. | Nazwa                                | Miasto   | Przychody ze sprzedaży książek w 2011 r. w mln zł | Wydane tytuły w 2011 |
| --- | ------------------------------------ | -------- | ------------------------------------------------- | -------------------- |
| 1.  | Wydawnictwa Szkolne i Pedagogiczne   | Warszawa | 226,6                                             | 1673                 |
| 2.  | Wydawnictwo Nowa Era                 | Warszawa | 198,9                                             | 938                  |
| 3.  | Wolters Kluwer Polska                | Warszawa | 181,3                                             | 454                  |
| 4.  | Wydawnictwo Naukowe PWN              | Warszawa | 130,7                                             | 2086                 |
| 5.  | Weltbild Polska                      | Warszawa | 112                                               | 460                  |
| 6.  | Grupa Edukacyjna MAC                 | Warszawa | 100,7                                             | 700                  |
| 7.  | Pearson Central Europe               | Warszawa | 93,3                                              | 617                  |
| 8.  | Reader’s Digest                      | Warszawa | 82,7                                              | 43                   |
| 9.  | Wiedza i Praktyka                    | Warszawa | 68,7                                              | 97                   |
| 10. | Olesiejuk                            | Warszawa | 66,3                                              | 1158                 |
| 11. | C.H. Beck                            | Warszawa | 56,3                                              | 450                  |
| 12. | Lexis Nexis                          | Warszawa | 47,0                                              | 293                  |
| 13. | Macmillan Publishers                 | Warszawa | 34,7                                              | 110                  |
| 14. | Egmont Polska                        | Warszawa | 34,1                                              | 579                  |
| 15. | Hachette Livre Polska                | Warszawa | 33,8                                              | 91                   |
| 16. | Forum (wydawnictwo)                  | Warszawa | 32,9                                              | 7                    |
| 17. | Grupa Wydawnicza Helion              | Gliwice  | 31,8                                              | 404                  |
| 18. | Prószyński Media                     | Warszawa | 30,3                                              | 195                  |
| 19. | Dom Wydawniczy Rebis                 | Poznań   | 23,9                                              | 281                  |
| 20. | Wydawnictwo Albatros                 | Warszawa | 21,8                                              | 218                  |
| 21. | Wydawnictwo WAM                      | Kraków   | 21,5                                              | 358                  |
| 22. | Gruner+Jahr Polska                   | Warszawa | 21,4                                              | 276                  |
| 23. | Raabe                                | Warszawa | 19,1                                              | 8                    |
| 24. | Czarna Owca                          | Warszawa | 18,6                                              | 88                   |
| 25. | Bellona                              | Warszawa | 17,9                                              | 249                  |
| 26. | Nasza Księgarnia                     | Warszawa | 17,9                                              | 183                  |
| 27. | Muza                                 | Warszawa | 15,6                                              | 171                  |
| 28. | Wydawnictwo Wilga                    | Warszawa | 14,1                                              | 312                  |
| 29. | Wydawnictwo Buchmann                 | Warszawa | 13,5                                              | 163                  |
| 30. | ODDK                                 | Warszawa | 12,4                                              | 220                  |
| 31. | Drukarnia i Księgarnia św. Wojciecha | Poznań   | 11,5                                              | 192                  |

Według danych „Rzeczpospolitej”:
- nakład książek w Polsce w 2011 wyniósł 134,8 mln zł (3% mniej niż w 2010)
- 2,65 mld zł – wartość rynku książek w Polsce w 2012 (2,6 mld w 2007, 2,91 mld w 2008, 2,86 mld w 2009, 2,94 mld w 2010, 2,7 mld w 2011)[1]
- 24920 – liczba wydanych tytułów w 2011 (w tym 12180 pierwszych wydań)
- 5410 – średni nakład jednego wydania w 2011[2]

## Wydawnictwa katolickie w Polsce
Ważny segment rynku książki w Polsce stanowią wydawnictwa katolickie, których istnieje ponad 100.